# Bob Clotworthy
Pour les articles homonymes, voir Clotworthy.
Robert Lynn Clotworthy, dit Bob Clotworthy, né le 8 mai 1931 à Newark (New Jersey) et mort le 1er juin 2018 à Salt Lake City (Utah), est un plongeur américain des années 1950.

## Carrière
Bob Clotworthy est médaillé de bronze en tremplin aux Jeux olympiques d'été de 1952 se déroulant à Helsinki. En 1955, il est médaillé d'argent en plateforme et médaillé de bronze en tremplin aux Jeux panaméricains de 1955 à Mexico, où il rencontre la nageuse Cynthia Gill qu'il épouse un an plus tard. 
Clotworthy est sacré champion olympique en tremplin aux Jeux olympiques d'été de 1956 se tenant à Melbourne.
Il devient ensuite entraîneur de plongeon et de natation, entraînant Jed Graef champion olympique en 1964 et Ross Wales médaillé de bronze olympique en 1968. Il intègre l'International Swimming Hall of Fame en 1980.